# Otto Egede
Jakob Otto Kanuthus Egede (24. července 1889, Narsaq – ?) byl grónský lovec a zemský rada zasedající v první, páté a šesté grónské zemské radě.

## Životopis
Otto Egede byl synem lovce Edvarda Frederika Kristiana Anderse Egedeho (1858–1901) a jeho manželky Ane Sofie Frederikke Berthelsenové (1865–1913). Prostřednictvím své matky byl vnukem Rasmuse Berthelsena. Mezi jeho bratry patří zemští radové Gerhard Egede a Niels Egede.
Byl lovcem v Narsaqu a v roce 1911 byl zvolen do první zemské rady Jižního Grónska, kde zasedal až do konce volebního období v roce 1916. Dne 15. července 1917 se v Paamiutu oženil s Bolette Else Johanne Deborou Kleistovou (1895–1934), dcerou kováře Emanuela Larse Daniela Hjalmara Kleista a jeho ženy Marthe Ane Bodil Hansenové. Z manželství vzešel mimo jiné syn Erik Egede (1923–1967), jehož prostřednictvím je dědečkem Kaje Egedeho (1951–2013) a pradědečkem premiéra Grónska Múte Bourupa Egedeho.
Později se stal také pastýřem. V letech 1933 až 1938 opět zasedal v zemské radě a v roce 1943 zastupoval svého bratra Nielse Egedeho.